# Jedovnice
Jedovnice är en köping i Tjeckien.   Den ligger i distriktet Okres Blansko och regionen Södra Mähren, i den östra delen av landet, 190 km öster om huvudstaden Prag. Jedovnice ligger 472 meter över havet och antalet invånare är 2 578.
Terrängen runt Jedovnice är kuperad åt sydväst, men åt nordost är den platt. Runt Jedovnice är det ganska tätbefolkat, med 129 invånare per kvadratkilometer. Närmaste större samhälle är Brno, 19,7 km sydväst om Jedovnice. I omgivningarna runt Jedovnice växer i huvudsak blandskog.